# Stephen Hector Youssef Doueihi
Stephen Hector Youssef Doueihi (arabisch ستيفن هيكتور يوسف الدويهى‎; * 25. Juni 1927 in Zgharta; † 17. Dezember 2014) war Bischof von Saint Maron in Brooklyn. 

## Leben
Stephen Hector Youssef Doueihi empfing am 14. August 1955 die Priesterweihe für die Eparchie Batrun.
Papst Johannes Paul II. ernannte ihn am 11. November 1996 zum Bischof von Saint Maron in Brooklyn. 
Der Maronitische Patriarch von Antiochien und des ganzen Orients, Nasrallah Pierre Kardinal Sfeir, spendete ihm am 11. Januar des nächsten Jahres die Bischofsweihe; Mitkonsekratoren waren Francis Mansour Zayek, emeritierter Bischof von Saint Maron of Brooklyn, und Joseph Mohsen Béchara, Erzbischof von Erzeparchie Antelien. 
Am 10. Januar 2004 nahm Papst Johannes Paul II. seinen altersbedingten Rücktritt an.